# Павловская Слобода
Па́вловская Слобода́  — село в Истринском районе Московской области, бывший административный центр упразднённого сельского поселения Павло-Слободское. 
Население — 8668 чел. (2021). Село располагается на правом берегу реки Истры в 17 км к юго-востоку от города Истры и 18 км к северо-западу от МКАД.

## История
Село Павловское впервые упомянуто в грамоте Ивана III в 1504 году. Расцвет села связан с именем боярина Б. И. Морозова — воспитателя и ближайшего советника царя Алексея Михайловича. Морозов сделал Павловское столицей своих обширных владений. В селе и окрестностях были сосредоточены многочисленные хозяйственные постройки, сады, пруды, мастерские. В Павловское на охоту не раз приезжал сам государь. В 1660-х годах был возведён величественный каменный храм Благовещения (воссозданный в наши дни). В 1664 году Павловская вотчина перешла в ведение Дворцового приказа. К этому времени относится сооружение здесь железноделательного завода.
В 1730 году Павловское было передано генерал-прокурору Сената П. И. Ягужинскому. При новом владельце в селе была устроена суконная фабрика, значительно перестроенная и расширенная при его сыне С. П. Ягужинском. Постепенно фабрика превратилась в небольшой промышленный городок (слободу). К середине XIX века здесь трудилось около 1700 человек, годовой оборот превышал полмиллиона рублей серебром. К фабрике была приписана волость из пяти деревень с населением 3,5 тыс. человек. Фабрика просуществовала до 1859 года. После закрытия фабрики её корпуса были использованы для размещения частей 3-й артиллерийской бригады.
Со временем село Павловское и Павловская Слобода слились в один населённый пункт. На рубеже XIX и XX веков в селе Павловское находились: Благовещенская церковь, две деревянные школы — земская и церковно-приходская, волостное правление, почтово-телеграфное отделение, аптека, земская больница, работали два кирпичных завода.
В 1920-х годах Павловская Слобода по-прежнему оставалась центром Павловской волости Звенигородского уезда. В 1921 году в Павловскую Слободу из Кремля был переведён Московский Арсенал. В 1924 году в селе находился волостной исполнительный комитет (волисполком), работали: школа-семилетка, больница, участковое страховое агентство, амбулатория артиллерийского склада, библиотека и клуб артсклада, агрономический пункт, ветеринарная лечебница, правление и лавка Павловского общества потребителей. Была построена железная дорога, соединившая Павловскую Слободу с селом Нахабино. В период коллективизации, в 1926 году, на окраине села был создан колхоз «Серп и Молот». В помещениях Благовещенского храма была размещена кожевенная фабрика.
С началом Великой Отечественной войны личный состав военной базы № 38 (бывш. Московский Арсенал) в Павловской Слободе принял активное участие в обеспечении оружием и боеприпасами 12 ополченческих дивизий и 87 истребительных батальонов, сформированных в Москве. В декабре 1941 года в окрестностях Павловской Слободы кровопролитные бои вела 108-я стрелковая дивизия, сумевшая остановить продвижение немцев к Москве и провести контрнаступление на своём участке фронта.
Послевоенное развитие села было связано с восстановлением разрушенного хозяйства Павловской Слободы и окрестных деревень. В середине 1950-х годов был образован колхоз-гигант «Путь к коммунизму».
В 1994—2006 годах Павловская Слобода — центр Павло-Слободского сельского округа. В дальнейшем Павло-Слободский сельский округ прекратил своё существование как муниципальная единица, все его населённые пункты были переданы в сельское поселение Павло-Слободское.

## Население
| 2002 | 2006  | 2010  | 2021  |
| ---- | ----- | ----- | ----- |
| 5986 | ↘5885 | ↗6327 | ↗8668 |

## Объекты
В Павловской Слободе расположены государственная общеобразовательная школа, музыкальная школа, поликлиника, глазная больница, мясокомбинат «Велком», агробиостанция (закрыта), кладбище, Major Truck Center, а также территория Логопарка Major.

## Достопримечательности
- Храм Благовещения Пресвятой Богородицы.
- Монумент морякам, павшим в Великой Отечественной войне.
- На южной окраине села, на правом берегу реки Истры, находится памятник археологии федерального значения — курганная группа «Павловская Слобода-II»: девятнадцать славянских курганов XI—XIII веков[5].